# Kaszabister
Kaszabister – rodzaj chrząszczy z rodziny gnilikowatych, podrodziny Histerinae. Obejmuje cztery gatunki. Należą tu myrmekofilne chrząszcze o neotropikalnym zasięgu występowania, związane z koloniami mrówek z rodzaju  Solenopsis.

## Gatunki
- Kaszabister barrigai Dégallier, Mazur, Tishechkin & Caterino, 2012
- Kaszabister carinatus (Lewis, 1888)
- Kaszabister ferrugineus (Kirsch, 1873)
- Kaszabister rubellus (Erichson, 1834)